# Kriegerdenkmal Guilvinec

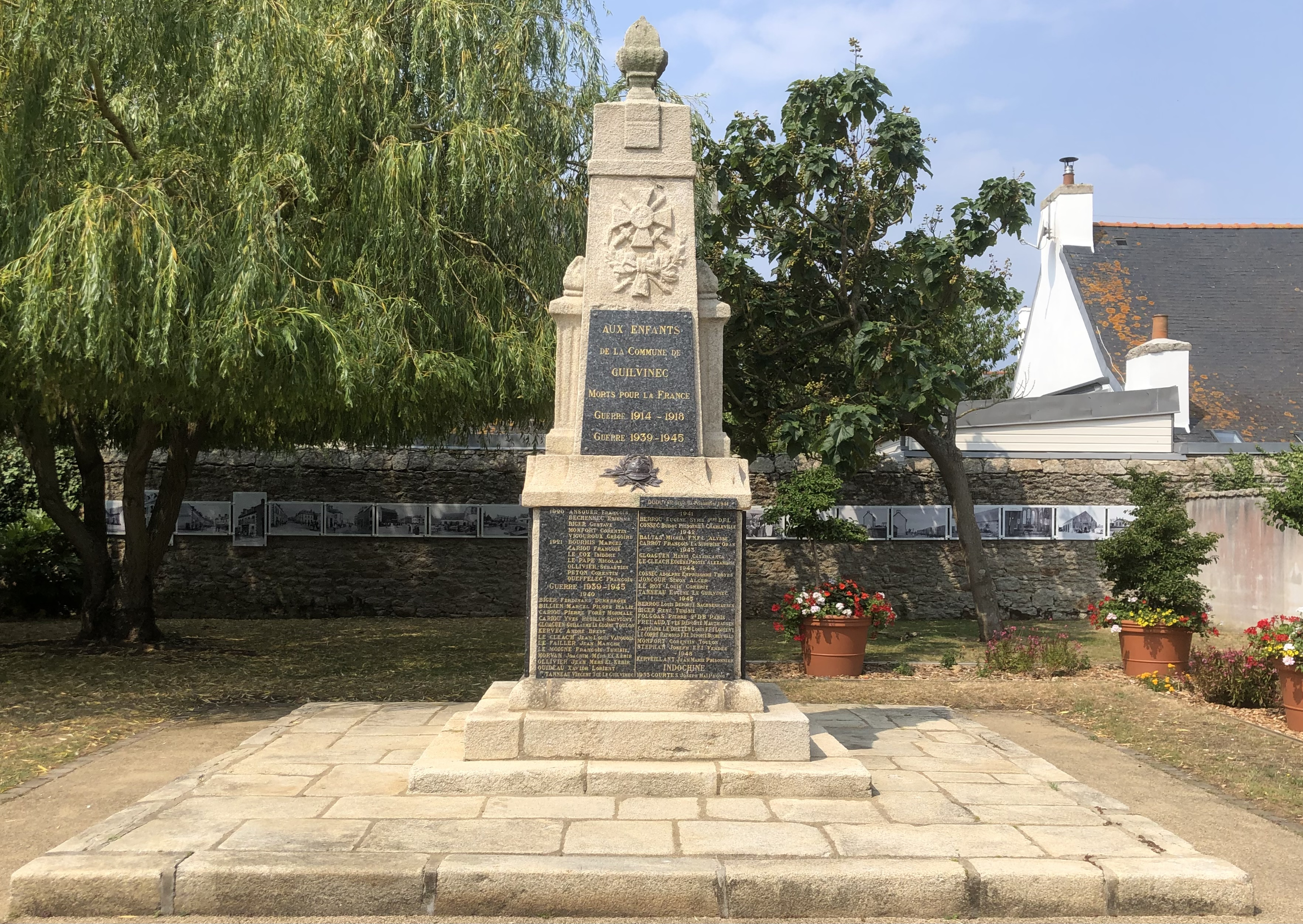
Kriegerdenkmal Guilvinec im Jahr 2022

Das Kriegerdenkmal Guilvinec ist ein Kriegerdenkmal in Guilvinec in der Bretagne in Frankreich. Mit dem Denkmal wird der aus der Gemeinde in Kriegen Gefallenen des 20. Jahrhunderts gedacht. Neben dem Ersten und Zweiten Weltkrieg steht es auch für den Indochinakrieg.

## Lage
Das Denkmal befindet sich im Ortszentrum von Guilvinec, westlich der Kirche Ste-Anne, westlich des Platz Dixmude.

## Geschichte
Der Beschluss zur Errichtung des Denkmals wurde am 5. Dezember 1920 gefasst. Am 26. Mai 1921 legte der Bildhauer Jean Joncourt drei Kostenvarianten über 4.500, 10.000 und 12.000 Französische Franc vor. In einem Schreiben vom 29. Juni 1921 waren zwei Ausführungen, eine in Granit für 7.200 Franc und eine in Kersantit, für 10.500 Franc im Gespräch. Im September 1921 erfolgte die Vorlage eines Kostenvoranschlags für 7.000 Franc. Am 11. September 1921 entschied sich der Gemeinderat für eine Ausführung in Granit mit weißen Platten aus Marmor. Für die Beschriftung waren bis zu 1000 Buchstaben vorgesehen. Als Verzierung sollten ein Kriegskreuz und Lorbeerzweige dienen. Ein in einem Schreiben vom 28. September 1921 erwogenes eisernes Gitter zur Einfassung des Denkmals wurde letztlich nicht umgesetzt. Am 25. März 1922 genehmigte die Präfektur das Projekt.
Der Vertrag zwischen der vom Bürgermeister vertretenen Gemeinde und dem Bildhauer Joncourt über die Errichtung wurde am 31. Januar 1923 geschlossen. In der ersten Februarhälfte 1923 wurde das Kriegerdenkmal errichtet. Die Kosten beliefen sich letztendlich auf 9.824 Franc. Der französische Staat teilte am 11. Mai 1923 mit, dass er hiervon 960 Franc übernimmt.
Das zunächst nur den Toten des Ersten Weltkrieges gewidmete Denkmal wurde später um die Gefallenen des Zweiten Weltkriegs und des Indochinakriegs erweitert.

## Gestaltung
Das aus Granit gefertigte Denkmal ist als Gedenkstele gestaltet und mit einer Urne bekrönt. Als Verzierung wurde unter anderem ein französisches Kriegskreuz eingesetzt. Die am Denkmal angebrachten Inschriftentafeln bestehen aus Labradorit.
Die Vorderseite des Denkmals weist noch Osten und ist mit zwei Inschriftentafeln versehen. Im oberen Teil befindet sich eine Tafel mit der französischsprachigen Inschrift:
Darunter findet sich die plastische Darstellung eines lorbeerumkränzten französischen Militärhelms.

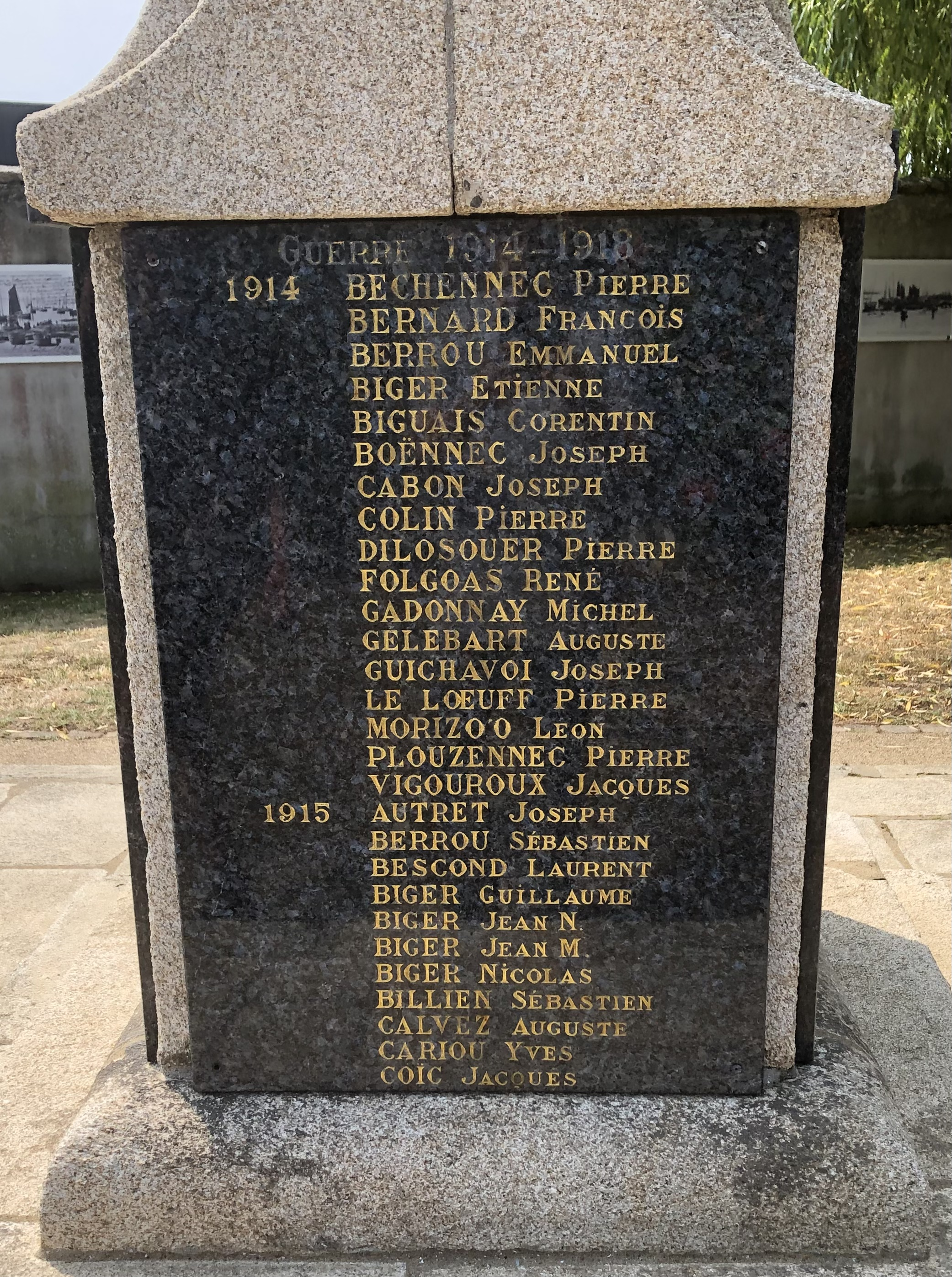
Nordseite

Beginnend auf der Nordseite werden, startend mit dem Jahr 1914, entgegen dem Uhrzeigersinn die Namen und Sterbejahre der Gefallenen genannt. Dabei ist der Nachname jeweils dem Vornamen vorangestellt.
| GUERRE 1914–1918 |                   |
| 1914             | BECHENNEC PiERRE  |
| 1914             | BERNARD FRANCOiS  |
| 1914             | BERROU EMMANUEL   |
| 1914             | BIGER ETiENNE     |
| 1914             | BIGUAIS CORENTiN  |
| 1914             | BOËNNEC JOSEPH    |
| 1914             | CABON JOSEPH      |
| 1914             | COLIN PiERRE      |
| 1914             | DILOSOUER PiERRE  |
| 1914             | FOLGOAS RENNÉ     |
| 1914             | GADONNAY MiCHEL   |
| 1914             | GELEBART AUGUSTE  |
| 1914             | GUICHAVOI JOSEPH  |
| 1914             | LE LŒUFF PiERRE   |
| 1914             | MORIZO´O LEON     |
| 1914             | PLOUZENNEC PiERRE |
| 1914             | VIGOUROUX JACQUES |
| 1915             | AUTRET JOSEPH     |
| 1915             | BERROU SÉBASTiEN  |
| 1915             | BESCOND LAURENT   |
| 1915             | BIGER GUiLLAUME   |
| 1915             | BIGER JEAN N.     |
| 1915             | BIGER JEAN M.     |
| 1915             | BIGER NiCOLAS     |
| 1915             | BILLIEN SÉBASTiEN |
| 1915             | CALVEZ AUGUSTE    |
| 1915             | CARIOU YVES       |
| 1915             | COÏC JACQUES      |

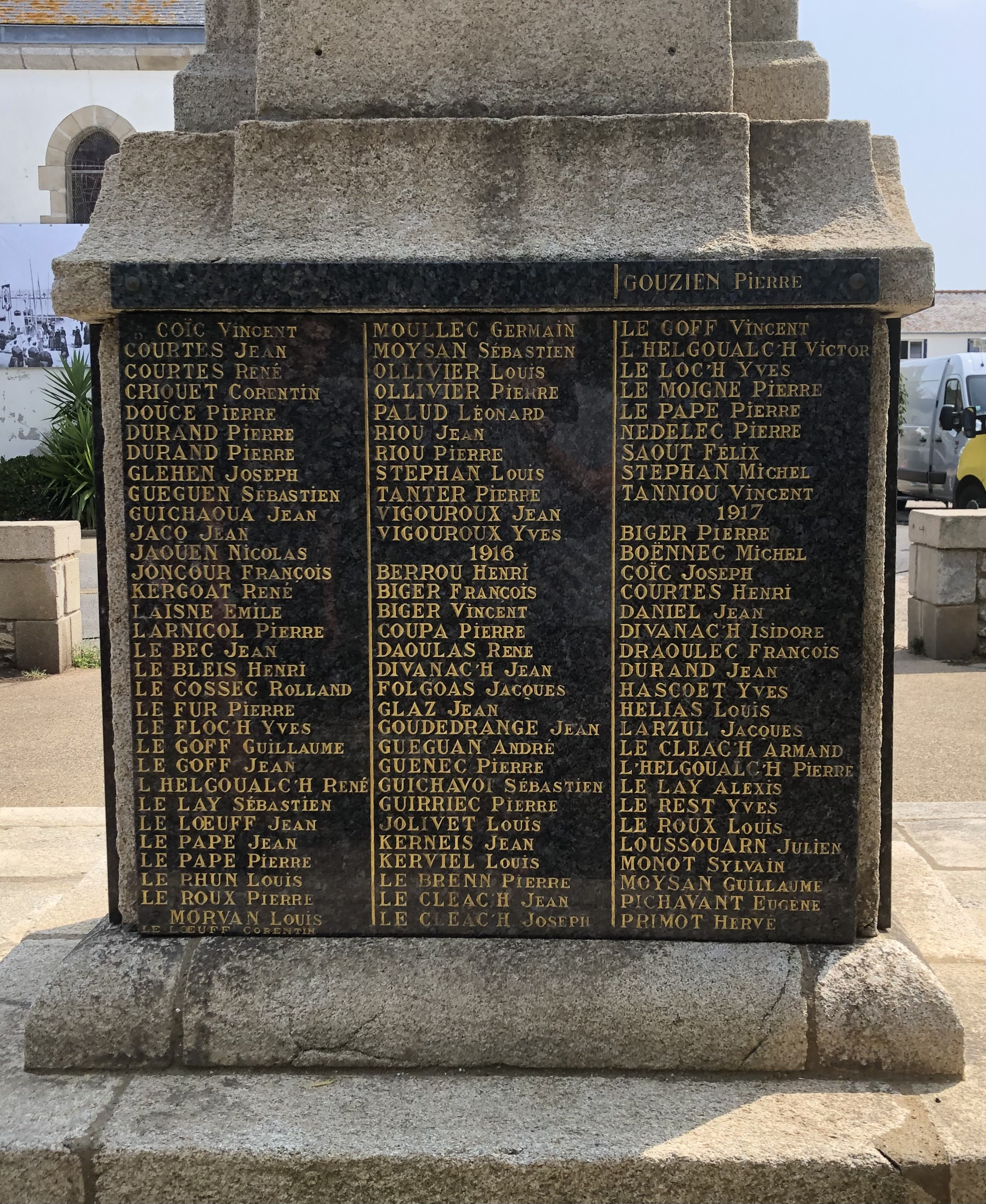
Rückseite

Auf der Rückseite sind in drei Spalten weitere Tote des Ersten Weltkrieges aufgeführt. Oberhalb der dritten Spalte wurde später ein Name nachgetragen. Unterhalb der ersten Spalte erfolgte in deutlich kleinerer Schrift ebenfalls eine Ergänzung.
|                    |                     | GOUZIEN PiERRE       |
| • COÏC ViNCENT     | MOULLEC GERMAiN     | LE GOFF ViCENT       |
| COURTES JEAB       | MOYSAN SÉBASTiEN    | L HELGOUALC´H ViCTOR |
| COURTES RENÉ       | OLLIVIER LOUiS      | LE LOC´H YVES        |
| CRIQUET CORENTiN   | OLLIVIER PiERRE     | LE MOIGNE PiERRE     |
| DOUCE PiERRE       | PALUD LÉONARD       | LE PAPE PiERRE       |
| DURRAND PiERRE     | RIOU JEAN           | NEDELEC PiERRE       |
| DURRAND PiERRE     | RIOU PiERRE         | SAOUT FÉLiX          |
| GLEHEN JOSEPH      | STEPHAN LOUiS       | STEPHAN MiCHEL       |
| GUEGUEN SÉBASTiEN  | TANTER PiERRE       | TANNIOU ViNCENT      |
| GUICHAOUA JEAN     | VIGOUROUX JEAN      | 1917                 |
| JACO JEAN          | VIGOUROUX YVES      | BIGER PiERRE         |
| JAOUEN NICOLAS     | 1916                | BOËNNEC MiCHEL       |
| JONCOUR FRANÇOiS   | BERROU HENRi        | COÏC JOSEPH          |
| KERGOAT RENÉ       | BIGER FRANÇOiS      | COURTES HENRi        |
| LAISNE EMiLE       | BIGER ViNCENT       | DANIEL JEAN          |
| LARNICOL PiERRE    | COUPA PIERRE        | DIVANAC´H ISIDORE    |
| LE BEC JEAN        | DAOULAS RENÉ        | DRAOULEC FRANÇOiS    |
| LE BLEIS HENRi     | DIVANAC´H JEAN      | DURAND JEAN          |
| LE COSSEC ROLLAND  | FOLGOAS JACQUES     | HASCOET YVES         |
| LE FUR PiERRE      | GLAZ JEAN           | HELLAS LOUiS         |
| LE FLOC´H YVES     | GOUDEDRANGE JEAN    | LARZUL JACQUES       |
| LE GOFF GUiLLAUME  | GUEGUAN ANDRÉ       | LE CLEAC´H ARMAND    |
| LE GOFF JEAN       | GUENEC PiERRE       | L´HELGOUALC´H PiERRE |
| L HELGOUALC´H RENÉ | GUICHAVOI SÉBASTiEN | LE LAY ALEXiS        |
| LE LAY SÉBASTiEN   | GUIRRIEC PiERRE     | LE REST YVES         |
| LE LŒUFF JEAN      | JOLIVET LOUiS       | LE ROUX LOUiS        |
| LE PAPE JEAN       | KERNEIS JEAN        | LOUSSOUARN JULiEN    |
| LE PAPE PiERRE     | KERVIEL LOUiS       | MONOT SYLVAiN        |
| LE RHUN LOUiS      | LE BRENN PiERRE     | MOYSAN GUiLLAUME     |
| LE ROUX PiERRE     | LE CLEAC´H JEAN     | PICHAVANT EUGENE     |
| • MORVAN LOUiS     | LE CLEAC´H JOSEPH   | PRIMOT HERVÉ         |
| LE LŒUFF CORENTiN  |                     |                      |

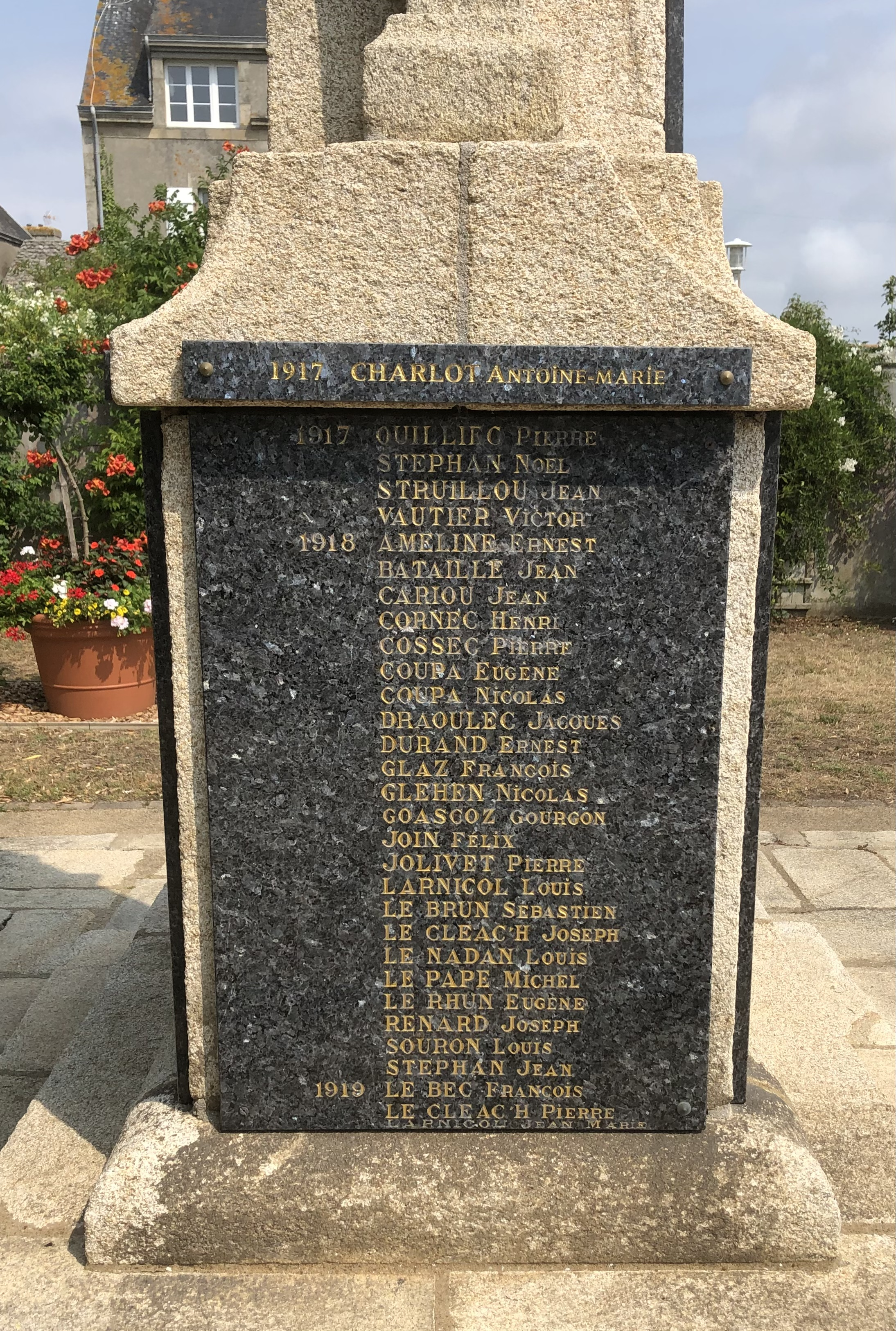
Südseite

Auf der nach Süden weisenden Seite wird mit den Namen für 1917, 1918 und 1919 fortgefahren. Auch hier ist oberhalb der Tafel ein Name nachgetragen:
Darunter befindet sich die ursprüngliche Schrifttafel. In der letzten Zeile befindet sich in deutlich kleinerer Schrift ein weiterer nachgetragener Name.
| 1917 | OUILLIEC PiERRE     |
|      | STEPHAN NOËL        |
|      | STRUILLOU JEAN      |
|      | VAUTIER ViCTOR      |
| 1918 | AMELINE ERNEST      |
|      | BATAILLE JEAN       |
|      | CARIOU JEAN         |
|      | CORNEC HENRi        |
|      | COSSEC PiERRE       |
|      | COUPA EUGÈNE        |
|      | COUPA NiCOLAS       |
|      | DRAULEC JACQUES     |
|      | DURAND ERNEST       |
|      | GLAZ FRANCOiS       |
|      | GLEHEN NiCOLAS      |
|      | GOASCOZ GOURGON     |
|      | JOIN FELiX          |
|      | JOLIVET PiERRE      |
|      | LARNICOL LOUiS      |
|      | LE BRUN SÉBASTiEN   |
|      | LE CLEAC´H JOSEPH   |
|      | LE NADAN LOUiS      |
|      | LE PAPE MiCHEL      |
|      | LE RHUN EUGENE      |
|      | RENARD JOSEPH       |
|      | SOURON LOUiS        |
|      | STEPHAN JEAN        |
| 1919 | LE BEC FRANÇOIS     |
|      | LE CLEAC´H PiERRE   |
|      | LARNICOL JEAN MARiE |

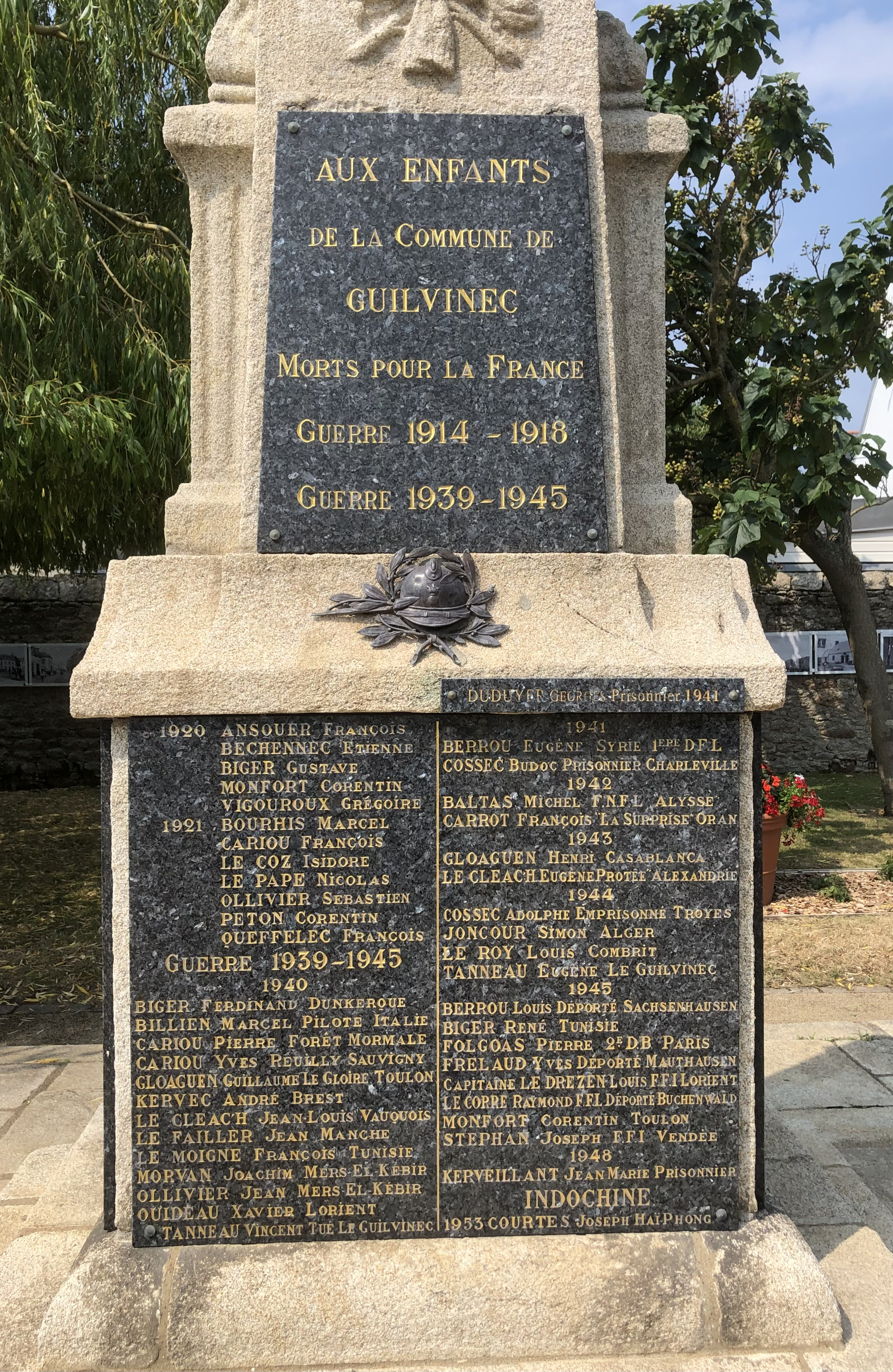
Vorderseite

Wieder auf der Vorderseite befindet sich im unteren Teil eine zweigeteilte Inschriftentafel, die die Toten der Jahre 1920 bis 1953 nennt. Bei den Toten ab 1940 wird zumeist der Sterbeort oder aber Umstände des Einsatzes genannt.
Auf der linken Seite der Tafel bestehen folgende Einträge:
| 1920 | ANSOUER FRANCOiS   |
|      | BECHENNEC ETiENNE  |
|      | BIGER GUSTAVE      |
|      | MONFORT CORENTiN   |
|      | VIGOUROUX GRÉGOiRE |
| 1921 | BOURHIS MARCEL     |
|      | CARIOU FRANÇOiS    |
|      | LE COZ ISiDORE     |
|      | LE PAPE NiCOLAS    |
|      | OLLIVIER SEBASTiEN |
|      | PETON CORENTiN     |
|      | QUEFFELEC FRANÇOiS |

| GUERRE 1939 - 1945 1940             |
| BIGER FERDiNAND DUNKERQUE           |
| BILLIEN MARCEL PiLOTE ITALiE        |
| CARIOU PiERRE FORÉT MORMALE         |
| CARIOU YVES REUiLLY SAUViGNY        |
| GLOAGUEN GUiLLAUME LE GLOiRE TOULON |
| KERVEC ANDRÉ BREST                  |
| LE CLEAC´H JEAN-LOUiS VAUQUOiS      |
| LE FAILLER JEAN MANCHE              |
| LE MOIGNE FRANÇOiS TUNiSiE          |
| MORVAN JOACHiM MERS-EL-KÉBiR        |
| OLLIVIER JEAN MERS-EL-KÉBiR         |
| QUIDEAU XAViER LORiENT              |
| • TANNEAU ViNCENT TUE LE GUiLViNEC  |

Oberhalb der rechten Hälfte der Inschriftentafel ist ein Name für das Jahr 1941 nachgetragen:
Darunter befindet sich die eigentliche Inschriftentafel mit den Eintragungen:
| 1941                                      |
| BERROU EUGÉNE SYRiE 1EPE DFL              |
| COSSEC BUDOC PRiSONNiER CHARLEViLLE       |
| 1942                                      |
| BALTAS MiCHEL F.N.F.L “ALYSSE”            |
| CARROT FRANÇOiS “LA SURPRISE” ORAN        |
| 1943                                      |
| GLOAGUEN HENRi CASABLANCA                 |
| LE CLEAC´H EUGENE PROTEE″ ALEXANDRiE      |
| 1944                                      |
| COSSES ADOLPHE EMPRiSONNÉ TROYES          |
| JONCOUR SiMON ALGER                       |
| LE ROY LOUiS COMBiT                       |
| TANNEAU EUGENE LE GUiLViNEC               |
| 1945                                      |
| BERROU LOUiS DÉPORTÉ SACHSENHAUSEN        |
| BIGER RENÉ TUNiSiE                        |
| FOLGOAS PiERRE 2E D.B PARiS               |
| FRELAUD YVES DÉPORTÉ MAUTHAUSEN           |
| CAPiTAiNE LE DREZEN LOUiS F.F.I LORiENT   |
| LE CORRE RAYMOND F.F.L DÉPORTÉ BUCHENWALD |
| MONFORT CORENTiN TOULON                   |
| STEPHAN JOSEPH F.F.I VENDÉE               |
| 1948                                      |
| KERVEILLANT JEAN MARiE PRiSONNiER         |
| INDOCHINE                                 |
| 1953 COURTES JOSEPH HAÏ-PHONG             |